# فيليب ميتشيل
فيليب ميتشيل (بالإنجليزية: Phillip Mitchell)‏ هو كاتب أغاني ومنتج أسطوانات ومغني أمريكي، ولد في 27 يونيو 1944 في لويفيل في الولايات المتحدة.

## وصلات خارجية
- فيليب ميتشيل على موقع ميوزك برينز (الإنجليزية)
- فيليب ميتشيل على موقع أول ميوزيك (الإنجليزية)
- فيليب ميتشيل على موقع أول ميوزيك (الإنجليزية)
- فيليب ميتشيل على موقع ديسكوغز (الإنجليزية)